# Elizabeth Knox
Elizabeth Fiona Knox, ONZM, (Wellington,15 de febrer de 1959) és una escriptora neozelandesa. És autora d'un total d'onze novel·les, tres novel·les curtes autobiogràfiques i un conjunt d'assajos. El seu llibre més conegut és The Vintner's Luck amb el qual ha guanyat diversos premis i ha estat publicat en nou llengües; també s'ha fet una pel·lícula amb el mateix nom dirigit per Niki Caro. Un segon llibre d'èxit ha estat The Dreamhunter Duet, una sèrie de literatura fantàstica per adolescents que també ha estat a bastament premiada.

## Obres
- After Z-Hour (1987)
- Paremata (1989)
- Treasure (1992)
- Pomare (1994)
- Glamour and the Sea (1996)
- Tawa (1998)
- The Vintner's Luck (1998)
- The High Jump (2000)
- Black Oxen (2001)
- Billie's Kiss (2002)
- Daylight (2003)
- Dreamhunter (Llibre primer del Dreamhunter Duet) (2005)
- Dreamquake (Llibre segon del Dreamhunter Duet) (2007)
- The Love School (assaigs) (2008)
- The Angel's Cut (seqüela de The Vintner's Luck)(2009)
- Mortal Fire (2013)
- Wake (2013)